# Atlapetes
Atlapetes és un dels gèneres d'ocells, de la família dels passerèl·lidss (Passerellidae).

## Taxonomia
Segons la classificació del Congrés Ornitològic Internacional (versió 13.1, 2023), aquest gènere conté 33 espècies:
- Atlapetes tibialis - toquí cuixagroc negre.
- Atlapetes luteoviridis - toquí cuixagroc verd.
- Atlapetes pileatus - toquí de capell rogenc.
- Atlapetes meridae - toquí de Mérida.
- Atlapetes albofrenatus - toquí bigotut.
- Atlapetes semirufus - toquí rogenc.
- Atlapetes personatus - toquí dels tepuis.
- Atlapetes albinucha - toquí de clatell blanc.
- Atlapetes melanocephalus - toquí de Santa Marta.
- Atlapetes pallidinucha - toquí de front ardent.
- Atlapetes flaviceps - toquí capgroc.
- Atlapetes fuscoolivaceus - toquí fosc.
- Atlapetes crassus - toquí del Chocó.
- Atlapetes tricolor - toquí tricolor.
- Atlapetes leucopis - toquí d'ulleres.
- Atlapetes nigrifrons - toquí frontnegre.
- Atlapetes latinuchus - toquí pitgroc.
- Atlapetes blancae - toquí d'Antioquia.
- Atlapetes rufigenis - toquí cap-roig.
- Atlapetes forbesi - toquí d'Apurímac.
- Atlapetes melanopsis - toquí arlequí.
- Atlapetes schistaceus - toquí pissarrós.
- Atlapetes leucopterus - toquí alablanc.
- Atlapetes albiceps - toquí capblanc.
- Atlapetes pallidiceps - toquí pàl·lid.
- Atlapetes seebohmi - toquí de Seebohm.
- Atlapetes nationi - toquí ventre-rogenc.
- Atlapetes canigenis - toquí de Cusco.
- Atlapetes terborghi - toquí de Vilcabamba.
- Atlapetes melanolaemus - toquí caranegre.
- Atlapetes rufinucha - toquí de Bolívia.
- Atlapetes fulviceps - toquí de cap ardent.
- Atlapetes citrinellus - toquí citrí.